# Minder
|  | Denne artikel er oprettet af botten PalnaBot ud fra en ekstern database. Den kan derfor have sproglige fejl eller mangler. Denne skabelon kan fjernes efter kontrol af indholdet. |

Minder er en film instrueret af Dan Säll efter manuskript af Dan Säll.

## Handling
En eksperimenterende beretning om en udenlandsk invasion af det nordlige Jylland: Dengang, under Det Tredje Rige, og nu: I form af en stadig stigende turiststrøm. Begge gange blev der tjent penge på GÆSTERNES tilstedeværelse, men dengang som nu, gik de store penge til spekulanterne i København.